# Mitracarpus anthospermoides
Mitracarpus anthospermoides är en måreväxtart som beskrevs av Karl Moritz Schumann. Mitracarpus anthospermoides ingår i släktet Mitracarpus och familjen måreväxter. Inga underarter finns listade i Catalogue of Life.